# اليوم العالمي لمرض الأمعاء الالتهابي
يوم التهاب الأمعاء العالمي هو حدث سنوي لزيادة الوعي بمرض التهاب الأمعاء، ويشمل مرض كرون والتهاب القولون التقرحي، والمعروفين بشكل جماعي باسم مرض التهاب الأمعاء. يتم تنسيق هذا اليوم من قبل الاتحاد الأوروبي لجمعيات مرض كرون والتهاب القولون التقرحي (EFCCA)، وقد بدأ في عام 2010 خلال أسبوع أمراض الجهاز الهضمي في الولايات المتحدة، ويقام في 19مايو من كل عام.